# Eric Williams (cestista 1972)
Eric C. Williams (Newark, 17 luglio 1972) è un ex cestista statunitense, professionista nella NBA.

## Carriera
È stato selezionato dai Boston Celtics al primo giro del Draft NBA 1995 (14ª scelta assoluta).

## Statistiche

### College
| Anno      | Squadra           | PG | PT | MP   | TC%  | 3P%  | TL%  | RP  | AP  | PRP | SP  | PP   |
| --------- | ----------------- | -- | -- | ---- | ---- | ---- | ---- | --- | --- | --- | --- | ---- |
| 1993-1994 | Providence Friars | 30 | -  | 26,0 | 50,8 | 0,0  | 66,0 | 5,0 | 1,2 | 1,2 | 1,8 | 15,7 |
| 1994-1995 | Providence Friars | 30 | 30 | 34,7 | 41,3 | 37,2 | 68,7 | 6,7 | 2,5 | 2,0 | 0,3 | 17,7 |
| Carriera  | Carriera          | 60 | 30 | 30,4 | 45,3 | 34,9 | 67,3 | 5,9 | 1,9 | 1,6 | 1,1 | 16,7 |

### NBA

#### Regular Season
| Anno      | Squadra             | PG  | PT  | MP   | TC%  | 3P%  | TL%  | RP  | AP  | PRP | SP  | PP   |
| --------- | ------------------- | --- | --- | ---- | ---- | ---- | ---- | --- | --- | --- | --- | ---- |
| 1995-1996 | Boston Celtics      | 64  | 6   | 23,0 | 44,1 | 30,0 | 67,1 | 3,4 | 1,1 | 0,9 | 0,2 | 10,7 |
| 1996-1997 | Boston Celtics      | 72  | 67  | 33,8 | 45,6 | 25,0 | 75,2 | 4,6 | 1,8 | 1,0 | 0,2 | 15,0 |
| 1997-1998 | Denver Nuggets      | 4   | 4   | 36,3 | 39,3 | -    | 68,9 | 5,3 | 3,0 | 1,0 | 0,0 | 19,8 |
| 1998-1999 | Denver Nuggets      | 38  | 8   | 20,5 | 36,5 | 23,1 | 79,9 | 2,1 | 1,0 | 0,7 | 0,2 | 7,3  |
| 1999-2000 | Boston Celtics      | 68  | 17  | 20,3 | 42,7 | 34,7 | 79,3 | 2,3 | 1,4 | 0,6 | 0,2 | 7,2  |
| 2000-2001 | Boston Celtics      | 81  | 11  | 21,5 | 36,2 | 33,1 | 71,4 | 2,6 | 1,4 | 0,8 | 0,2 | 6,6  |
| 2001-2002 | Boston Celtics      | 74  | 30  | 23,6 | 37,4 | 27,9 | 73,1 | 3,0 | 1,5 | 1,0 | 0,1 | 6,4  |
| 2002-2003 | Boston Celtics      | 82  | 79  | 28,7 | 44,2 | 33,6 | 75,0 | 4,7 | 1,7 | 1,0 | 0,2 | 9,1  |
| 2003-2004 | Boston Celtics      | 21  | 0   | 24,4 | 43,5 | 34,4 | 71,6 | 4,5 | 1,2 | 1,0 | 0,0 | 11,6 |
| 2003-2004 | Cleveland Cavaliers | 50  | 36  | 27,5 | 36,6 | 25,3 | 78,7 | 3,8 | 1,9 | 1,0 | 0,2 | 9,4  |
| 2004-2005 | N.J. Nets           | 21  | 21  | 35,2 | 47,0 | 42,5 | 68,5 | 4,5 | 2,0 | 0,8 | 0,1 | 12,6 |
| 2004-2005 | Toronto Raptors     | 34  | 18  | 17,1 | 37,9 | 33,3 | 71,7 | 2,3 | 1,5 | 0,6 | 0,1 | 4,7  |
| 2005-2006 | Toronto Raptors     | 28  | 11  | 12,6 | 38,7 | 27,8 | 73,7 | 1,8 | 0,5 | 0,3 | 0,1 | 3,3  |
| 2006-2007 | San Antonio Spurs   | 16  | 0   | 5,5  | 44,1 | 47,1 | 57,1 | 0,9 | 0,4 | 0,1 | 0,0 | 2,6  |
| 2006-2007 | Charlotte Bobcats   | 5   | 0   | 6,6  | 30,8 | 0,0  | 57,1 | 0,6 | 0,2 | 0,2 | 0,0 | 2,4  |
| Carriera  | Carriera            | 658 | 308 | 23,9 | 41,5 | 31,8 | 73,6 | 3,3 | 1,4 | 0,8 | 0,2 | 8,6  |

#### Playoffs
| Anno     | Squadra        | PG | PT | MP   | TC%  | 3P%  | TL%  | RP  | AP  | PRP | SP  | PP  |
| -------- | -------------- | -- | -- | ---- | ---- | ---- | ---- | --- | --- | --- | --- | --- |
| 2002     | Boston Celtics | 16 | 16 | 30,4 | 50,0 | 46,7 | 73,9 | 4,4 | 1,3 | 1,6 | 0,3 | 7,8 |
| 2003     | Boston Celtics | 10 | 2  | 31,0 | 37,5 | 20,0 | 79,4 | 3,2 | 1,7 | 0,9 | 0,0 | 9,6 |
| Carriera | Carriera       | 26 | 18 | 30,7 | 44,0 | 37,8 | 77,2 | 3,9 | 1,5 | 1,3 | 0,2 | 8,5 |